# Mark Stone
Mark Stone (Winnipeg, 13 maggio 1992) è un hockeista su ghiaccio canadese.

## Carriera
Dal 2008 al 2012 ha militato in WHL con i Brandon Wheat Kings. Nella stagione 2011-2012 è approdato in NHL con gli Ottawa Senators. Ha militato in seguito nei Binghamton Senators in AHL nel 2012-2013 e nel 2013-2014, mentre dal 2014-2015 ha fatto ritorno agli Ottawa Senators.

## Palmarès

### Mondiali
- 1 medaglia:
  - 1 oro (Russia 2016)